# Овчарово (Луганская область)
Овчарово (укр. Вівчарове) — село, относится к Троицкому району Луганской области.

## История
Являлось хутором Александровской волости Старобельского уезда Харьковской губернии Российской империи.
Население по переписи 2001 года составляло 667 человек.

## Уроженцы
- Герой Советского Союза Дмитрий Овчаренко